# Forres
Forres är en ort i Storbritannien.   Den ligger i kommunen Moray och riksdelen Skottland, i den norra delen av landet, 700 km norr om huvudstaden London. Forres ligger 11 meter över havet och antalet invånare är 9 134.
Terrängen runt Forres är platt åt nordväst, men åt sydost är den kuperad. En vik av havet är nära Forres norrut. Runt Forres är det glesbefolkat, med 18 invånare per kvadratkilometer. Närmaste större samhälle är Elgin, 18,5 km öster om Forres. I omgivningarna runt Forres växer i huvudsak blandskog.